# Akademický titul
Akademický titul je vyjádření stupně spjatého s určitým vzděláním, značí udělenou formální kvalifikaci určité úrovně, a to řádně zakončeného studijního programu v rámci terciárního vzdělávání zpravidla na univerzitě či jiné vysoké škole. Tyto instituce většinou udílejí akademické tituly spjaté s určitými stupni studia, studijními programy, typicky se jedná o bakalářské studijní programy (Bachelor's degree), magisterské studijní programy (Master's degree) a doktorské studijní programy (Doctor's degree, Doctoral degree, Doctorate), v některých případech často též vedle určitých profesních titulů či případně i jiných akademických certifikátů.
Ve světě nejběžnější pregraduální vysokoškolskou kvalifikací je bakalářský stupeň (bakalářský program), resp. bakalářské tituly, ačkoli v některých zemích to mohou být i kvalifikace nižší (titled degrees – např. associate degrees v USA či foundation degrees v UK), zatímco v jiných zemích mohou být obvyklejší vyšší kvalifikace.

## České vysokoškolské tituly
V Česku je udělují české vysoké školy v současnosti na základě vysokoškolského zákona. V rámci procesu tzv. nostrifikace lze případně též uznat studium (kvalifikaci) na zahraniční vysoké škole ve světě, příp. na pobočce zahraniční vysoké školy v Česku. Titul a jeho zkratku zákon kodifikuje, latinský význam nikoliv.

### Akademické tituly
Akademické tituly získávají absolventi bakalářských studijních programů (Bachelor's degree, bakalářský stupeň, bakalářská kvalifikace, 6 v ISCED), kteří studium řádně zakončili státní závěrečnou zkoušku. Dříve (1990–1998) se toto studium nazývalo jako „(obsahově) ucelená část vysokoškolského studia.“ Další akademické tituly získávají řádní absolventi magisterských studijních programů (Master's degree, magisterský stupeň, magisterská kvalifikace, 7 v ISCED), kteří řádně zakončili státní závěrečnou zkouškou, popřípadě státní rigorózní zkouškou (tzv. malý doktorát). Dříve, před Boloňským procesem, respektive do roku 1998, se tento program nazýval jako „vysokoškolské studium.“ V současnosti je možno se historicky setkat s uvedenými tituly, z nichž některé již byly nahrazeny titulem jiným (např. PhMr. – Mgr., PaedDr. – PhDr. apod.) a jiné se přestaly udělovat zcela (RSDr., RTDr. apod.). Uváděn je kodifikovaný přehled v současnosti i v minulosti udělovaných titulů včetně jejich zkratek, jakož i latinský význam, byť se mohly v historii různě vyvíjet.
| titul         | zkratka titulu | latinský význam zkratky | oblast        |
| ------------- | -------------- | ----------------------- | ------------- |
| Bakalář       | Bc.            | baccalaureus            | různé oblasti |
| Bakalář umění | BcA.           | baccalaureus artis      | umění         |

Pro Česko, přesněji české země, byl bakalářský titul znovu zaveden po revoluci zákonem z roku 1990, aby také i české akademické tituly lépe odpovídaly titulům ve světě, respektive titulům (přesněji: určitým stupňům formální kvalifikace) z anglosaského světa. Do té doby bylo v tehdejším socialistickém Československu charakteristické „dlouhé“ vysokoškolské studium a případně následná aspirantura, tedy „dvoustupňový systém,“ následně zde byla zákonem z roku 1990 zavedena standardní třístupňová vysokoškolská soustava, přičemž tato soustava bývá obecně označována jako ekonomicky únosnější pro nekomunistické (kapitalistické) státy, a to právě kvůli rozdělení „dlouhého“ (magisterského) studia.
| titul                       | zkratka titulu | latinský význam zkratky        | oblast                                                                     |
| --------------------------- | -------------- | ------------------------------ | -------------------------------------------------------------------------- |
| Inženýr                     | Ing.           | ingeniator                     | technické vědy a technologie, ekonomie, zemědělství, lesnictví a vojenství |
| Inženýr architekt           | Ing. arch.     | ingerum architectus            | architektura                                                               |
| Doktor medicíny             | MUDr.          | medicinae universae doctor     | všeobecné lékařství                                                        |
| Doktor zubního lékařství    | MDDr.          | medicinae dentium doctor       | zubní lékařství                                                            |
| Doktor veterinární medicíny | MVDr.          | medicinae veterinarinae doctor | veterinární lékařství a veterinární hygiena                                |
| Magistr umění               | MgA.           | magister artis                 | umění                                                                      |
| Magistr                     | Mgr.           | magister                       | v ostatních oblastech                                                      |

Dle zákona absolventi magisterských studijních programů, kteří získali akademický titul „magistr“ (Mgr.), mohou vykonat v téže oblasti studia státní rigorózní zkoušku, jejíž součástí je obhajoba rigorózní práce. Za úkony spojené s přijetím přihlášky k této zkoušce a s konáním této zkoušky může vysoká škola stanovit poplatek, jehož výše je zákonem omezena. Tito absolventi mají právo za úplatu používat zařízení a informační technologie potřebné pro přípravu k této zkoušce v souladu s pravidly určenými vysokou školou. Po jejím vykonání se udělují uvedené akademické tituly.
| titul                 | zkratka titulu | latinský význam zkratky | oblast                                    |
| --------------------- | -------------- | ----------------------- | ----------------------------------------- |
| Doktor práv           | JUDr.          | juris utriusque doctor  | právo                                     |
| Doktor filozofie      | PhDr.          | philosophiae doctor     | humanitní, pedagogické a společenské vědy |
| Doktor přírodních věd | RNDr.          | rerum naturalium doctor | přírodní vědy                             |
| Doktor farmacie       | PharmDr.       | pharmaciae doctor       | farmacie                                  |
| Licenciát teologie    | ThLic.         | theologiae licentiatus  | teologie                                  |
| Doktor teologie       | ThDr.          | theologiae doctor       | teologie                                  |

Historicky se lze případně v současnosti setkat i s dalšími v minulosti udělovanými akademickými tituly, které byly uděleny, v současnosti ale již udělovány nejsou. Dosažená kvalifikace uvedených je dnes řazena na úroveň v současnosti udělovaných akademických titulů magisterských (7 v ISCED).
| titul                                          | zkratka titulu | latinský význam zkratky         |
| ---------------------------------------------- | -------------- | ------------------------------- |
| akademický architekt                           | akad. arch.    |                                 |
| akademický malíř                               | ak. mal.       |                                 |
| akademický sochař                              | ak. soch.      |                                 |
| Doktor zubního lékařství/Doktor zubní medicíny | MSDr.          | medicinae stomatologicae doctor |
| Doktor chirurgie                               |                |                                 |
| Magistr chirurgie                              |                |                                 |
| Doktor pedagogiky                              | PaedDr.        | paedagogiae doctor              |
| Magistr farmacie                               | PhMr.          | pharmaciae magister             |
| Doktor obchodních věd                          | RCDr.          | rerum commercialum doctor       |
| Doktor sociálně-politických věd                | RSDr.          | rerum socialium doctor          |
| Doktor technických věd                         | RTDr.          | rerum technicarum doctor        |
| Magistr teologie                               | ThMgr.         | theologiae magister             |

Zkratka akademického titulu se případně uvádí před jménem. Speciální situace je u těchto titulů: akademický architekt, akademický malíř či akademický sochař, které neměly v zákoně kodifikovánu svou zkratku. Z praktických důvodů se proto používaly a stále používají neoficiální zkratky akad. arch., ak. mal., ak. soch. (psané s malým počátečním písmenem). Zvláštním případem pak bylo bývalé označení řádného člena Československé akademie věd – akademik, to se uvádělo před jménem jakožto náhrada za všechny tituly (zrušeno po roce 1989, resp. šlo o období 1953–1992).

### Akademicko-vědecké tituly
Akademicko-vědecké tituly (či akademicko-umělecké tituly nebo jen akademické tituly) získávají absolventi doktorských studijních programů (Doctor's degree, doktorský stupeň, doktorská kvalifikace, 8 v ISCED), kteří studium řádně zakončili státní doktorskou zkoušku, respektive obhájili disertační práci. Jedná se o nejvyšší možnou kvalifikaci, kterou lze studiem dosáhnout (tzv. velký doktorát). Dříve, do roku 1998, se tento program nazýval jako „postgraduální studium,“ v předchozím období bylo též označováno jako vědecká aspirantura, případně též jako vědecká výchova. V současnosti je možno se historicky setkat s uvedenými tituly, z nichž některé již byly nahrazeny titulem jiným (např. Dr. – Ph.D., Th.D. – Ph.D. apod.) a jiné se přestaly udělovat zcela (CSc., DrSc. apod.). Uváděn je kodifikovaný přehled v současnosti i v minulosti udělovaných titulů včetně jejich zkratek, jakož i latinský význam, byť se mohly v historii různě vyvíjet.
| titul  | zkratka titulu | latinský význam titulu | oblast                                            |
| ------ | -------------- | ---------------------- | ------------------------------------------------- |
| Doktor | Ph.D.          | doctor                 | všechny oblasti (včetně oblast umění či teologie) |

Titul ve zkratce Ph.D. se uděluje absolventům od roku 1998 ve všech oblastech, včetně oblasti umění a (od roku 2016) i teologie. Absolventi doktorských studijních programů, resp. absolventi s ekvivalentní kvalifikací, mohou na Akademii věd České republiky (AV ČR) případně též podstoupit řízení k udělení vědeckého titulu, jehož součástí je i obhajoba disertace. Po úspěšném absolvování se uděluje uvedený „neoficiální“ vědecký titul (tzv. vyšší doktorát):
| titul      | zkratka titulu | latinský význam titulu | oblast        |
| ---------- | -------------- | ---------------------- | ------------- |
| Doktor věd | DSc.           | doctor scientiarum     | různé oblasti |

Titul ve zkratce DSc. je vědecký titul neznámý českému právnímu řádu, zavedla jej od 18. prosince 2002 AV ČR jako určitou náhradu za DrSc.
Historicky se lze případně v současnosti setkat i s dalšími v minulosti udělovanými akademicko-vědeckými tituly, resp. vědeckými hodnostmi, které již udělovány nejsou. Dosažená kvalifikace uvedených je dnes řazena na úroveň v současnosti udělovaných akademických titulů doktorských (8 v ISCED).
| titul           | zkratka titulu | latinský význam titulu | oblast        |
| --------------- | -------------- | ---------------------- | ------------- |
| Kandidát věd    | CSc.           | candidatus scientiarum | různé oblasti |
| Doktor          | Dr.            | doctor                 | různé oblasti |
| Doktor věd      | DrSc.          | doctor scientiarum     | různé oblasti |
| Doktor teologie | Th.D.          | theologiae doctor      | teologie      |

Udílení „nižší vědecké hodnosti“ ve zkratce CSc. probíhalo od roku 1953, zrušeno bylo v roce 1998, přičemž ti, kteří již byli v průběhu studia, jej mohli dokončit do konce roku 2001. Udílení „vyšší vědecké hodnosti“ ve zkratce DrSc. bylo v Česku zavedeno, resp. zcela zrušeno, obdobně jako u CSc., přičemž na Slovensku pak udílení po jistých změnách pokračuje. Titul ve zkratce Dr. byl udělován v přechodném období mezi lety 1990–1998, a to před zavedením Ph.D., kterým byl zcela nahrazen; jeho držitelé mohou požádat příslušnou univerzitu o jeho změnu na Ph.D. Titul ve zkratce Th.D. se udílel od roku 1998, zrušení jeho udělování pak bylo v roce 2016, přičemž byl nově nahrazen Ph.D. (jeho držitelé mohou požádat příslušnou univerzitu o jeho změnu na Ph.D., případně mohou udělený titul užívat i nadále).
Uvedené akademicko-vědecké tituly (vědecké tituly, či umělecké tituly, nebo hodnosti) se píší za jménem a oddělují se z obou stran čárkou (jedná se o přístavek). Rozlišování mezi tituly akademickými a akademicko-vědeckými však může být sporné, protože DrSc. i CSc. nebyly tituly, ale podle práva vědecké hodnosti, DSc. je titul neoficiální a také jen vědecký a tituly Ph.D. (dříve také Th.D.) český vysokoškolský zákon považuje za tituly standardně akademické. Jako jediný akademicko-vědecký titul tudíž byl až do svého zrušení podle práva jen titul ve zkratce Dr. Současný vysokoškolský zákon již mezi pojmy titul a hodnost zcela striktně nerozlišuje – samotný pojem čes. titul, z lat. titulus, znamená hodnost ve svém překladu, tedy jedná se de facto o synonyma.

### Vědecko-pedagogické tituly
Vědecko-pedagogické tituly (či umělecko-pedagogické tituly nebo hodnosti) jsou získávány na základně příslušných řízení: docentura na základě habilitačního řízení, profesura na základě řízení ke jmenování profesorem. Pouze hodnosti docent a profesor jsou dosaženy vědecko-pedagogickou (nebo umělecko-pedagogickou) činností, např. publikační činností, pedagogickou činností, vědeckou činností, příp. uměleckou činností atp., tedy nikoliv dalším formálním studiem. Pouze hodnosti „docent“ a „profesor“ jsou však též i těmito tituly – dnes přesněji označením, jedná se tedy o doživotní označení uvedené kvalifikace. Nižší akademické hodnosti (asistent, odborný asistent) tituly nejsou, jedná se pouze o funkce, pracovní zařazení, a v rámci akademického prostředí jsou pak zpravidla spjaté s nutností absolvovat příslušný studijní program.
Nejvyšším možným akademickým titulem (dosaženým vzděláním) je v rámci Boloňského procesu, tedy i dle českého vysokoškolského zákona, titul získaný v doktorském studijním programu, tedy doktor – Ph.D. (blíže ISCED). Vysokoškolský zákon neupravuje uváděné jako tituly, ve všech uvedených případech se pak též jedná o funkce akademických pracovníků, pracovní pozice v rámci vysoké školy, tedy akademické pozice či zařazení, a případně tedy jde též o shodně pojmenovaná označení (kvalifikaci) – k uvedeným tedy už současný zákon neuvádí ani jejich zkratky, ty se zde tvoří dle úzu (zvyklosti, tradice z minulosti). Tabulka uvádí akademické (či univerzitní) hodnosti včetně uvedených titulů (označení).
| označení         | zkratka označení | poznámka                                               |
| ---------------- | ---------------- | ------------------------------------------------------ |
| Asistent         | as.              | obecným předpokladem je magisterský studijní program   |
| Odborný asistent | odb. as.         | obecným předpokladem je doktorský studijní program     |
| Docent           | doc.             | obecným předpokladem je habilitační řízení             |
| Profesor         | prof.            | obecným předpokladem je řízení ke jmenování profesorem |

Kupříkladu pro zastávání akademické pozice odborného asistenta není ve všech případech zcela nutné doktorské studium absolvovat – v některých případech může tuto funkci zastávat i absolvent magisterského studia, nicméně zpravidla je tomu tak, jak uvádí tabulka výše. V případě umělců vysokoškolský zákon též uvádí pro další akademický postup i možnou výjimku a pro jmenování docentem, či později profesorem, ani není vysokoškolské vzdělání nezbytně nutné. Dotyční s uvedenými vyššími hodnostmi docent a profesor obdrží při svém jmenování jmenovací dekret, nikoliv vysokoškolský diplom jako v případě akademickým titulů – v minulosti se však výslovně o tituly podle starých vysokoškolských zákonů jednalo – v současnosti je však zákon chápe jakožto označení a shodně pojmenované pracovní pozice; což do jisté míry korigoval Boloňský proces. Všechny výše uvedené se případně píší před jménem, či případnými akademickými tituly a je doporučeno je psát, pokud jimi nezačíná větný celek, s malým počátečním písmenem. Zákon též uvádí vedle (řádných) profesorů i mimořádné profesory, emeritní profesory, event. hostující profesory.

### Historie
Už ve starověku byli ve starém Římě jako doktoři označováni ti, kteří konali veřejné přednášky.

#### Do roku 1953
Od středověku byly udíleny tituly bakalář, magistr (svobodných umění) a doktor. Nejdříve bylo třeba získat titul bakaláře (baccalaureatus – vavřínem ověnčený), aby mohl student ve studiu pokračovat a získat některý titul vyšší. Titul magistra svobodných umění (magister – mistr) byl stejně jako titul bakalářský udělován na přípravné fakultě svobodných umění (tzv. artistická fakulta), doktorské tituly na vyšších fakultách odborných (teologické, právnické a lékařské).
Později fakulta artistická zanikla a byla nahrazena odbornou fakultou filozofickou, čímž vzniká titul doktora filosofie a naopak přestává být užíván bakalářský a magisterský titul. Na této nové fakultě zůstalo zachováno jen magisterium farmacie (PhMr.). Doktorský titul se pak rozlišoval podle toho, na které z odborných fakult byl získán. Podle jednotného studijního řádu ministerstva kultu a vyučování z roku 1850, doplněného nařízeními o jednotlivých rigorózních řádech, šlo konkrétně o tyto tituly:
- doktor teologie (ThDr.)
- doktor práv (JUDr.)
- doktor medicíny (MUDr.)
- doktor filozofie (PhDr.)

Později byly zavedeny také tituly doktora technických věd (RTDr.), doktora montánních věd (Dr. mont.), doktora zemědělství (Dr. agr.) a doktora zvěrolékařství (MVDr.). Akademický titul ale nebyl získáván automaticky absolvováním univerzity, protože systém vysokoškolského studia byl postaven jen na obligatorních státních zkouškách, kterých mohlo být během studia více a teprve po jejich úspěšném absolvování student mohl, ale nemusel, podstoupit obdobné zkoušky, tzv. „rigoróza“, neboli přísné zkoušky doktorské. Tedy až po absolvování všech nutných rigoróz mu byl doktorský titul přiznán, i bez titulu ale mohl vysokou školu úspěšně dokončit.
Po vzniku první republiky byla tato úprava zachována, pouze díky tomu, že došlo k rozdělení původních filozofických fakult na fakulty filozofické a fakulty přírodovědecké vznikl další nový titul doktora přírodních věd (RNDr.) a později přibyl i titul doktora obchodních věd (RCDr.).

#### Mezi lety 1953 a 1990
Zásadní změna přišla po převzetí moci komunisty se zákonem č. 58/1950 Sb., o vysokých školách, který sice už získané akademické tituly jejich nositelům ponechal, ale pro nové studenty je zrušil s tím, že absolventi vysoké školy s účinností od roku 1953 získávali jen profesní označení. To bylo někdy i poněkud nezvyklé, např. promovaný biolog, inženýr architekt, promovaný lékař, promovaný právník, promovaný historik apod.
Návrat k tradici akademických titulů znamenal zákon č. 19/1966 Sb., o vysokých školách. Podle něj sice zakončením vysokoškolského studia státní závěrečnou zkouškou k udělení titulu nedošlo, ale následným vykonáním nepovinné státní rigorózní zkoušky už absolvent titul získat mohl. Šlo konkrétně o tituly doktora práv (JUDr.), doktora přírodních věd (RNDr.) nebo doktora filozofie (PhDr.). Jiná situace byla u absolventů lékařských fakult, technických, ekonomických, zemědělských a uměleckých vysokých škol, protože jim tituly udělovány ihned po ukončení studia byly, a to sice doktor medicíny (MUDr.), doktor veterinární medicíny (MVDr.), inženýr (Ing.), inženýr architekt (Ing. arch.), akademický architekt, akademický malíř a akademický sochař. Pro tři posledně uvedené tituly z uměleckých oborů navíc platilo, že bylo také možné vykonat státní rigorózní zkoušku a získat titul doktor filozofie. Kromě toho tento zákon napravil situaci vzniklou předchozím vysokoškolským zákonem z roku 1950 a dřívějším absolventům lékařských fakult, technických, ekonomických, zemědělských a uměleckých vysokých škol přiznal příslušné akademické tituly automaticky, ostatním umožnil jejich získání státní rigorózní zkouškou.
Podobnou úpravu udílení akademických titulů zachoval i následující zákon č. 39/1980 Sb., o vysokých školách, který pouze navíc umožnil státní rigorózní zkouškou získat tituly doktora pedagogiky (PaedDr.), doktora farmacie (PharmDr.) a doktora sociálně politických věd (RSDr.) (tento titul byl však udílen již od roku 1966 na Vysoké škole politické ÚV KSČ). Navíc pro absolventy, kteří vystudovali s výbornými výsledky a s vyznamenáním, bylo výjimečně možné udělit takový akademický titul již po státní závěrečné zkoušce.

#### Po roce 1990
Po sametové revoluci začal platit nový vysokoškolský zákon č. 172/1990 Sb., který umožnil získat akademický titul už absolvováním vysoké školy. Oproti pozdější právní úpravě ale šlo jen o tyto:
- titul bakalář (Bc.)
- akademické tituly:
  - magistr (Mgr.)
  - inženýr (Ing.)
  - doktor všeobecné medicíny (MUDr.)
  - doktor veterinární medicíny (MVDr.)
- akademicko-vědecký titul doktor (Dr.)

Dřívější absolventi vysokoškolského studia univerzitního směru, kteří nepodstoupili státní rigorózní zkoušku a titul tak dříve nezískali, měli možnost začít automaticky používat akademické tituly podle tohoto zákona. Příslušná univerzita jim k tomu vydala osvědčení.
Boloňský proces pak sjednotil evropské vzdělávání.
Zákon č. 172/1990 Sb. byl v roce 1998 nahrazen zákonem č. 111/1998 Sb., o vysokých školách, který, včetně pozdějších novelizací, k dosavadním vysokoškolským titulům přidal následující: bakalář umění (BcA.), magistr umění (MgA.), inženýr architekt (Ing. arch.) a doktor zubního lékařství (MDDr.). Dále zrušil akademicko-vědecký titul doktor (Dr.) a nahradil jej titulem se stejným názvem, ale s mezinárodně obvyklou zkratkou – tedy doktor (Ph.D.), v oboru teologie s názvem doktor teologie a zkratkou Th.D. Také opětovně umožnil vykonat státní rigorózní zkoušku, a to absolventům s titulem „magistr“. Po jejím vykonání se pak udělují akademické tituly doktora práv (JUDr.), doktora filozofie (PhDr.), doktora přírodních věd (RNDr.), doktora farmacie (PharmDr.), licenciáta teologie (ThLic.) či doktora teologie, ale se zkratkou ThDr., kdy jde na rozdíl od akademicko-vědeckých titulů „Ph.D.“ a „Th.D.“ jen o tzv. malé doktoráty.
Novela (zákon č. 137/2016 Sb.) vysokoškolského zákona (tedy zákona č. 111/1998 Sb., o vysokých školách, ve znění pozdějších předpisů) od 1. září 2016 pak zrušila udělování titulu doktora teologie (Th.D.) nahrazením i v oblasti teologie titulem doktor (Ph.D.); rovněž umožnila udílet titul licenciáta teologie (ThLic.) i v jiné oblasti teologie než pouze katolické – tedy nyní stejně jako titul doktor teologie (ThDr.).

## České nevysokoškolské tituly
V Česku je udělují vyšší odborné školy a konzervatoře v současnosti na základě školského zákona. Titul (přesněji označení) a jeho zkratku zákon kodifikuje. V rámci procesu tzv. nostrifikace lze případně též uznat zahraniční studium (kvalifikaci).

### Neakademické tituly
Neakademický titul uvedený níže získávají absolventi, kteří řádně zakončili absolutoriem výše uvedené studium (blíže ISCED).
| označení                | zkratka označení |
| ----------------------- | ---------------- |
| Diplomovaný specialista | DiS.             |

Neakademický titul se píše správně vždy za jménem a odděluje se z obou stran čárkou (jedná se o přístavek, podobně jako výše u akademicko-vědeckých titulů).

### Historie
Dosažený stupeň kvalifikace je u VOŠ podle mezinárodních klasifikačních stupňů pro vzdělání (ISCED) 6, tedy stejně jako bakalářský studijní program (na rozdíl od něj však neumožňuje další studium ve vyšších studijních programech); vyšší odborné školy jsou zařazeny do českého vzdělávacího systému od roku 1995 a již od roku 1994 přiznalo Ministerstvo školství, mládeže a tělovýchovy České republiky absolventům vyššího odborného studia legislativně právo používat za svým příjmením titul podle druhu završeného studia: diplomovaný specialista, diplomovaný umělec, diplomovaný technik, diplomovaný ekonom, diplomovaný fyzioterapeut, diplomovaný ergoterapeut, diplomovaný správní specialista, diplomovaný informační specialista, diplomovaný sociální pedagog. V roce 1996 přibyl titul diplomovaný sociální pracovník. Tato označení se nikterak ze zákona nezkracovala.
V roce 1998 bylo označení školským zákonem sjednoceno. Za svým jménem mohou všichni absolventi vyšších odborných škol, a od roku 2005 i konzervatoří (zde je kvalifikace jiná – podrobněji ISCED), používat označení (neakademický titul) diplomovaný specialista (ve zkratce DiS. uváděné za jménem a oddělené od něj čárkou). Na diplomu se uvádí celé označení „Diplomovaný specialista v“ + jméno vystudovaného oboru. Mezi jménem a označením se píše čárka, ve větě se píše (stejně jako u jiných titulů uváděných za jménem) čárka i za titulem, neboť se jedná o volný přívlastek (přístavek).

## Užívání, zápis a pořadí titulů
Právo užívat akademický titul vzniká už absolvováním studia, respektive úspěšným složením státní závěrečné, rigorózní, či doktorské zkoušky. Případný akademický obřad – promoce, již jen slavnostně potvrzuje existující stav. Jestliže někdo úmyslně užívá akademický titul, který mu nenáleží, jde o přestupek.
Ve světě, kupř. v USA, se většinou běžně užívá (píše atd.) jen jeden nejvyšší titul, a to až od doktorské úrovně, případně pouze jiný nejvyšší (typicky prof.), tedy nižší tituly (typicky bakalářské, magisterské) se většinou běžně neužívají, tedy neuvádějí atp., výjimkou však často bývají některé profesní tituly, tedy tituly spjaté s určitou profesí, jako třeba doktor medicíny apod. V ČR i SR se často užívá současně navíc i nižší magisterský titul (před jménem), například: Ing. Jan Novák, Ph.D.; Mgr. Jana Nováková, Ph.D.; MUDr. Jan Novák, Ph.D.; MVDr. Jana Nováková, Ph.D.; prof. MUDr. Jana Nováková, Ph.D.; doc. ThDr. Jan Novák, Ph.D., Th.D.; PhDr. Jana Nováková, Ph.D. et Ph.D. atp., v některých zemích, typické jsou v tomto ve světě Česko, Slovensko, či Rakousko, se často samostatně uvádějí i zmíněné nižší tituly – magisterské (Ing. Jana Nováková, MUDr. Jan Novák, PhDr. Jana Nováková), někdy dokonce i ty bakalářské, nicméně ani v ČR se tyto (Bc., BcA.) zpravidla k formálnímu oslovování neužívají.

### Užívání, formální oslovování
Před formálním oslovováním nejvyšším dosaženým titulem bývá vhodné upřednostnit nejvyšší dosaženou funkci, či hodnost, např. pane vedoucí, paní rektorko, pane generále atp.; běžné je samozřejmě rovněž formální oslovování příjmením. V ČR se tak případně k formálnímu oslovování používají pouze tyto: pane inženýre / paní inženýrko (Ing., Ing. arch.), pane magistře / paní magistro (Mgr., MgA.), nebo event. pane doktore / paní doktorko (MUDr., MDDr., MVDr., JUDr., PhDr., RNDr., PharmDr., ThDr., Th.D., Ph.D., Ed.D. , Dr., DrSc., DSc.), příp. pokud je dotyčný nositelem vyšší hodnosti typu docent, nebo profesor, je vhodné upřednostnit tuto. Licenciátní titul (ThLic.) se k formálnímu oslovování běžně neužívá, taktéž CSc., rovněž označení DiS. v podobě pane specialisto / paní specialistko se k formálnímu oslovování taktéž neužívá.
Od oslovování titulem se v Česku obecně upouští, běžnější je v akademické sféře, zdravotnictví a státních institucích.

### Pořadí, zápis
Podle Ústavu pro jazyk český AV ČR pořadí titulů ČR sice žádná norma striktně neurčuje, ale praxe je poměrně ustálená. Pokud nějaká osoba získala více titulů, a chce se uvést, píše se vyšší titul před nižším, např. „Mgr. Bc. Jan Svoboda“, případně se tento nižší neuvádí vůbec. Magisterský titul se pak neuvádí nikdy, pokud absolvent úspěšně vykonal rigorózní zkoušku a získal např. titul JUDr. U rovnocenných titulů se píše hned u jména ten, který daná osoba získala dříve, tedy např. „Mgr. Ing. Karel Novotný“, pokud tento nejdříve vystudoval techniku. České, či latinské, „a“, resp. „et“, případně symbol „&“, se píší jen mezi stejnými tituly, např. „Mgr. et Mgr. Alena Dvořáková“, a to proto, aby bylo zřejmé, že nejde o písařskou chybu.

## Slovenské vysokoškolské tituly uznávané v Česku
Na Slovensku akademické tituly, stejně jako akademicko-vědecké tituly a hodnosti, udílené slovenskými vysokými školami, jsou v Česku uznány jako rovnocenné. To stejné platí i naopak.
| Česká republika                               | Slovenská republika                             |
| --------------------------------------------- | ----------------------------------------------- |
| bakalář (Bc.)                                 | bakalár (Bc.)                                   |
| bakalář umění (BcA.)                          | bakalár (Bc.) v oblasti umenia                  |
| inženýr (Ing.)                                | inžinier (Ing.)                                 |
| inženýr architekt (Ing. arch.)                | inžinier architekt (Ing. arch.)                 |
| doktor medicíny (MUDr.)                       | doktor medicíny (MUDr.)                         |
| doktor veterinární medicíny (MVDr.)           | doktor veterinárskej medicíny (MVDr.)           |
| magistr (Mgr.)                                | magister (Mgr.)                                 |
| magistr umění (MgA.)                          | magister umenia (Mgr. art.)                     |
| doktor práv (JUDr.)                           | doktor práv (JUDr.)                             |
| doktor filozofie (PhDr.)                      | doktor filozofie (PhDr.)                        |
| doktor filozofie (PhDr.) v oblasti pedagogiky | doktor pedagogiky (PaedDr.)                     |
| doktor přírodních věd (RNDr.)                 | doktor prírodných vied (RNDr.)                  |
| doktor farmacie (PharmDr.)                    | doktor farmácie (PharmDr.)                      |
| licenciát teologie (ThLic.)                   | doktor teológie (ThDr.)                         |
| doktor teologie (ThDr.)                       | doktor teológie (ThDr.)                         |
| doktor (Ph.D.)                                | philosophiae doctor (PhD.)                      |
| doktor (Ph.D.) v oblasti umění                | artis doctor (ArtD.)                            |
| doktor teologie (Th.D.)                       | philosophiae doctor (PhD.) v oblasti teologie   |
| kandidát věd (CSc.)                           | philosophiae doctor (PhD.) artis doctor (ArtD.) |
| doktor věd (DrSc.)                            | doktor vied (DrSc.)                             |
| docent                                        | docent                                          |
| profesor                                      | profesor                                        |

Uváděnému titulu (resp. označení „docent“ či „profesor“) získanému v ČR se ze zákona za rovnocenný pokládá odpovídající titul získaný v SR v době od 1. ledna 1993 do 28. března 2015, kdy vypršela platnost příslušné mezivládní dohody.

## Britské, americké, kanadské a australské vysokoškolské tituly a ocenění
Anglická slova se často překladem do češtiny se svým ekvivalentem neshodují nebo mu neodpovídají. Např. české slovo titul poukazuje společenskou skupinu či vysokoškolské vzdělání. Anglické slovo title znamená pouze společenskou skupinu (př. sir). Kvalifikace získaná na vysoké škole se označuje slovem degree (stupeň). Titles se píší před jménem, zatímco degrees se píší za jménem. Dále se ještě udílí v anglosaském světě spousta dalších certifikátů a některé další tituly po absolvování různých kvalifikačních kurzů a nástaveb k běžnému vysokoškolskému studiu – tyto tituly se uvádějí většinou za jménem.
Akademický titul nebo ocenění (certifikát či diplom) uděluje akademická instituce (univerzita, vysoká škola) ve své zemi dle příslušných zákonů. Pokud je v České republice takový cizí titul udělován jako akademický titul (obdoba řádného vysokoškolského studia), potom česká škola musí mít akreditaci od zahraniční vzdělávací instituce, která má řádnou akreditaci ve své zemi. Pokud je však v České republice titul udělován českou univerzitou, potom nemá povahu akademického titulu, ale titulu profesního. Udělování profesních titulů není upraveno zákonem, nejedná se o řádné vysokoškolské vzdělání, ale o jistý druh profesní nástavby – kurzu. Profesní tituly nepodléhají žádné akreditaci nebo kontrole ze strany státního dozoru a proto kvalita poskytovaného vzdělání může být zpochybněna. Zejména profesní titul však umožňuje dále studovat některý z dalších programů těm uchazečům, kteří nesplňují podmínku ukončeného vysokoškolského vzdělání, nebo nemohou doložit dostatečnou praxi. V rámci procesu tzv. nostrifikace lze případně též uznat v tuzemsku studium na vysoké škole ve světě.
Stávající soustava se v podstatě skládá ze čtyř základních typů:[zdroj?]
1. Bachelor degrees jsou undergraduate degrees, v některých školských systémech dále děleny na ordinary a honours
2. Master degrees jsou základní postgraduate degrees
3. Lower doctorates [zdroj?]jsou PhD/DPhil degrees s úrovní nad Master degrees
4. Higher doctorates [zdroj?]jsou DSc/DLitt degrees

Zahraniční tituly nikde soustavně popsány nejsou. Způsob jejich psaní není zcela jednotný, kolísá hlavně (ne)psaní teček a mezer po tečce. Ve většině případů tyto tituly píšeme po čárce za příjmením.

### Přehled univerzitních stupňů
Tyto stupně jsou více méně podobné v anglicky mluvících zemí (řazeny od nejnižšího k nejvyššímu):
- Diploma – jednoleté studium, možnost postupu do druhého ročníku bakalářského studia
- Advanced diploma – dvouleté studium, možnost postupu do třetího ročníku bakalářského studia
- Bachelor degree – tří až čtyřleté studium standardního bakalářského studia; následující dělení je typické pro školský systém Velké Británie, v ostatních zemích se většinou takovéto dělení nevyskytuje a délka studia jsou 4 roky (např. Spojené státy americké):[47]
  - Honours degree – značí se vyšší náročností; vystudovaný titul může obsahovat přídatek Hons (např. „BSc Hons“), který značí dosažení „vyššího“ bakalářského studia; často studován tři roky, ve skotském školském systému je délka studia většinou čtyři roky; dělen na tři stupně podle prospěchu studenta: First class („titul první třídy“), Upper second class (2:1, „titul vyšší druhé třídy“; často požadavek pro postup do postgraduate – magisterské studium), Lower second class (2:2, „titul nižší druhé třídy“), Third class („titul třetí třídy“)
  - Ordinary degree – značí se nižší náročností, často není nutné odevzdat disertační práci či vypracovat finální projekt, považován za čtvrtý stupeň bakalářského diplomu; prakticky bez výjimek studován tři roky (celá Velká Británie, včetně Skotska); dá se studovat samostatně, v mnoha případech je udělován studentům Honours, kteří nesplnili požadavky na udělení nejnižší třídy Honours (Third class).
- Graduate certificate – jednosemestrální studium, možnost postupu do druhého semestru Graduate Diploma nebo Masters Degree
- Graduate diploma – dvousemestrální studium, možnost postupu do třetího semestru Masters Degree
- Postgraduate diploma – dvousemestrální studium
- Career – Career & Vocational Training

Kariérní diplom nebo certifikát je listina, která se uděluje po dokončení postsekundárního odborného programu nebo technického vzdělávacího programu, ale není stejná jako vysokoškolský diplom nebo titul. Kariérní programy se zaměřují na poskytování specifického vzdělávání pro pracovní příležitosti a pokrok. Dokončení diplomového programu může být formálně nutné pro zaměstnání nebo odborné udělení licence, nebo to může být volitelný způsob, jak získat a prokázat odborné znalosti, která vyžadují diplom či vyšší vzdělání nebo specializaci. Kariérní vzdělávání je obvykle unaccredited, neakreditované vzdělávání. Akreditace programy konkrétních škol mohou být také uznány a může jim být umožněno převést jejich kredity z těchto programů k pokračovaní či dokončení přidruženého titulu (AS) v oboru příbuzném nebo příslušnému bakalářského programu (BA), například Penn Foster global.
1. Certificate – Certifikační programy se obvykle specializují na jednu konkrétní dovednost, kterou lze studovat a učit se v jednom nebo ve dvou kurzech. Tyto programy jsou často dobrou volbou pro někoho, kdo již má titul nebo pracovní zkušenosti v oboru. Studijní program trvá obvykle týdny až tři měsíce.
2. Diploma – Hlavním rozdílem je, že kariérní diplom je specifický pro jednu oblast. Tím lze získat vzdělání či stupeň specifických podmínek pro převod na vyšší stupeň. Kariérní diplom umožňuje pouze přenos určité třídy podle požadavků Associates nebo bakalářský titul. Studijní program trvá obvykle půl roku až rok.

| First-tier  | - Associate degree - Foundation degree                                                               |
|             | |
| Second-tier | - Bachelor's degree                                                                                  |
|             | |
| Third-tier  | - Master of Advanced Studies - Diplom - Engineer's degree - Magister - Master's degree               |
|             | |
| Fourth-tier | - Doctorate - Terminal degree                                                                        |
|             | |
| Other       | - First professional degree - Honorary degree - Licentiate - Professorial degree - Specialist degree |

Seznam většiny titulů z anglicky mluvících zemí:

## Další vysokoškolské hodnosti

### Čestné hodnosti
Čestná hodnost je titul (honorary degree) dosažený jmenováním, nikoliv studiem.
| hodnost              | zkratka hodnosti | latinský význam hodnosti | poznámka                                                              |
| -------------------- | ---------------- | ------------------------ | --------------------------------------------------------------------- |
| Čestný doktor        | dr. h. c.        | doctor honoris causa     | čestný doktorát (mult. neboli multiplex znamená více těchto hodností) |
| Čestný profesor      | prof. h. c.      | professor honoris causa  | čestná profesura                                                      |
| Emeritní profesor    | –                | professor emeritus       | emeritní profesura                                                    |
| Profesor in memoriam | –                | professor in memoriam    | profesura in memoriam                                                 |

Tyto čestné hodnosti, respektive čestné tituly, ani jejich zkratky, nejsou v současné době kodifikovány v Česku zákonem, ale tvoří se zde dle úzu – zvyklosti, na základě určité tradice z minulosti (protože jsou „pouze čestné,“ může je fakticky udělovat kdykoliv kdokoliv komukoliv); většinou jsou udíleny akademickými institucemi.

### Univerzitní hodnosti
Univerzitní hodnosti, resp. funkce, či tituly, a slavnostní oslovení představitelů vysokých škol a univerzit, tedy akademických funkcionářů, která zejména požívají při slavnostních akademických obřadech jako je imatrikulace, promoce apod.
| slavnostní titul          | funkce    | poznámka |
| ------------------------- | --------- | --- |
| (Jeho) Magnificence       | rektor    | v překladu „Jeho Vznešenost“, oslovení nejvyššího představitele vysoké školy nebo univerzity                |
| Spectabilis nebo Maiestas | prorektor | v překladu „Slovutný“ nebo „Důstojný“, oslovení prorektora (zástupce rektora) v přítomnosti rektora         |
| Spectabilis               | děkan     | v překladu „Slovutný“, oslovení děkana (vedoucího fakulty, tedy části univerzity)                           |
| Honorabilis               | proděkan  | v překladu „Ctihodný“, oslovení proděkana (zástupce děkana) v přítomnosti děkana, též promotora a profesorů |
| Honestus                  | promotor  | v překladu „Vážený“, oslovení promotora (tedy toho, kdo vykonává promoci)                                   |

Pokud prorektor zastupuje rektora (ten není na ceremoniálu přítomen), je oslovován jako rektor, tedy Vaše Magnificence, obdobně pokud proděkan zastupuje děkana (ten není na obřadu přítomen), požívá oslovení jako děkan, tedy Spectabilis.

## Titulární medaile
Specifickou formou dárku za získání akademického titulu může být titulární medaile.

## Kontroverze a podvody
V dějinách se vyskytly také případy, kdy se akademická hodnost udělovala nelegálně za úplatu. V Českých zemích se taková kauza vyskytla už v 30. letech 20. století, kdy podvodná firma Via (se sídlem v ulici Národní 43) v Praze prodávala fiktivní tituly z belgických a francouzských univerzit a cestovní pasy. Z novější doby je známá kauza plzeňských práv nebo kontroverzní univerzita ve slovenském Sládkovičove, kde si ze zákona povinné vzdělání doplňovali mnozí čeští státní zaměstnanci nebo politici.